# 김인식 (조선민주주의인민공화국의 정치인)
김인식(1948년 ~ )은 조선민주주의인민공화국의 정치인이다. 조선로동당 중앙위원회 위원과 내각 부총리 겸 수도건설위원장을 역임했다.

## 경력
2010년 9월에 열린 조선로동당 대표 회의에서 조선로동당 중앙위원회 정치국 위원으로 선출되었다.

## 기타
2011년 12월 김정일 사망 당시에 국가 장의위원회 위원을 맡았다.